# Мехелен
Ме́хелен (нидерл. Mechelen, западнофлам. Mecheln, фр. Malines) — город и муниципалитет в Бельгии, в провинции Антверпен. Мехелен расположен между Брюсселем и Антверпеном. Кроме собственно города в состав муниципалитета входят посёлки Хеффен (Heffen), Хомбек (Hombeek), Лест (Leest), Мёйзен (Muizen) и Валем (Walem). Общее население муниципалитета — 80 176 жителей, площадь — 65,19 км (оба числа — по состоянию на 2008 год). Мехелен стоит на реке Дейле.

## Топография
Исторически Мехелен располагался в заболоченной местности, воспоминания о чём сохранились в названиях улиц и кварталов. Со временем для осушения земли были построены каналы, образовавшие сложную систему островов: так, в XVI веке Мехелен насчитывал тринадцать островов, соединённых сорока тремя мостами. Сегодня большая часть каналов убрана в трубы.

## История
Первое поселение на месте нынешнего Мехелена возникло в древнеримские времена. В III—IV веках римское поселение пришло в упадок, а на его месте поселились языческие германские племена, которые были впоследствии обращены в христианство Св. Румболдом, который также основал в городе монастырь.
В 837 году город подвергся набегу викингов.
Первое упоминание города (Machlines) под названием в летописях относится к 1008 году.
С XIV века город попал в сферу влияния герцогов бургундских. С этого времени начался период процветания города. В эпоху позднего Средневековья город достиг высокого уровня благосостояния благодаря торговле текстилем. Высока была и политическая роль города — с 1473 в городе заседал высший судебный орган Нидерландов Большой совет. В первой половине XVI века, во время правления Маргариты Австрийской, Мехелен даже был столицей Испанских Нидерландов.
Однако начиная с XV века влияние города начинает быстро идти на убыль в связи с переносом правительственных учреждений в Брюссель. Тем не менее велика была роль города в религиозной области: так, с 1559 года Мехелен был центром епархии, в каковой роли и пребывает до сих пор, но с 1961 года он делит свой титул с Брюсселем (таким образом, епархия имеет два центра).
В 1572 году, в ходе Восьмидесятилетней войны, Мехелен был разграблен и сожжён испанцами, но после этого восстановлен.
В XIX веке начала развиваться промышленность города. В 1835 году была открыта железная дорога Мехелен — Брюссель, бывшая не только первой железной дорогой Бельгии, но и первой железной дорогой континентальной Европы. Несколькими годами позже была построена вторая железная дорога Бельгии: Мехелен — Дендермонде — Гент.
Появление железной дороги стимулировало развитие промышленности, прежде всего металлообрабатывающей. В городе и сейчас действуют основанные тогда железнодорожные мастерские.

## Образование
В 1995 был основан Университет прикладных наук «Томас Мор» (современное название с 2012).

## Достопримечательности

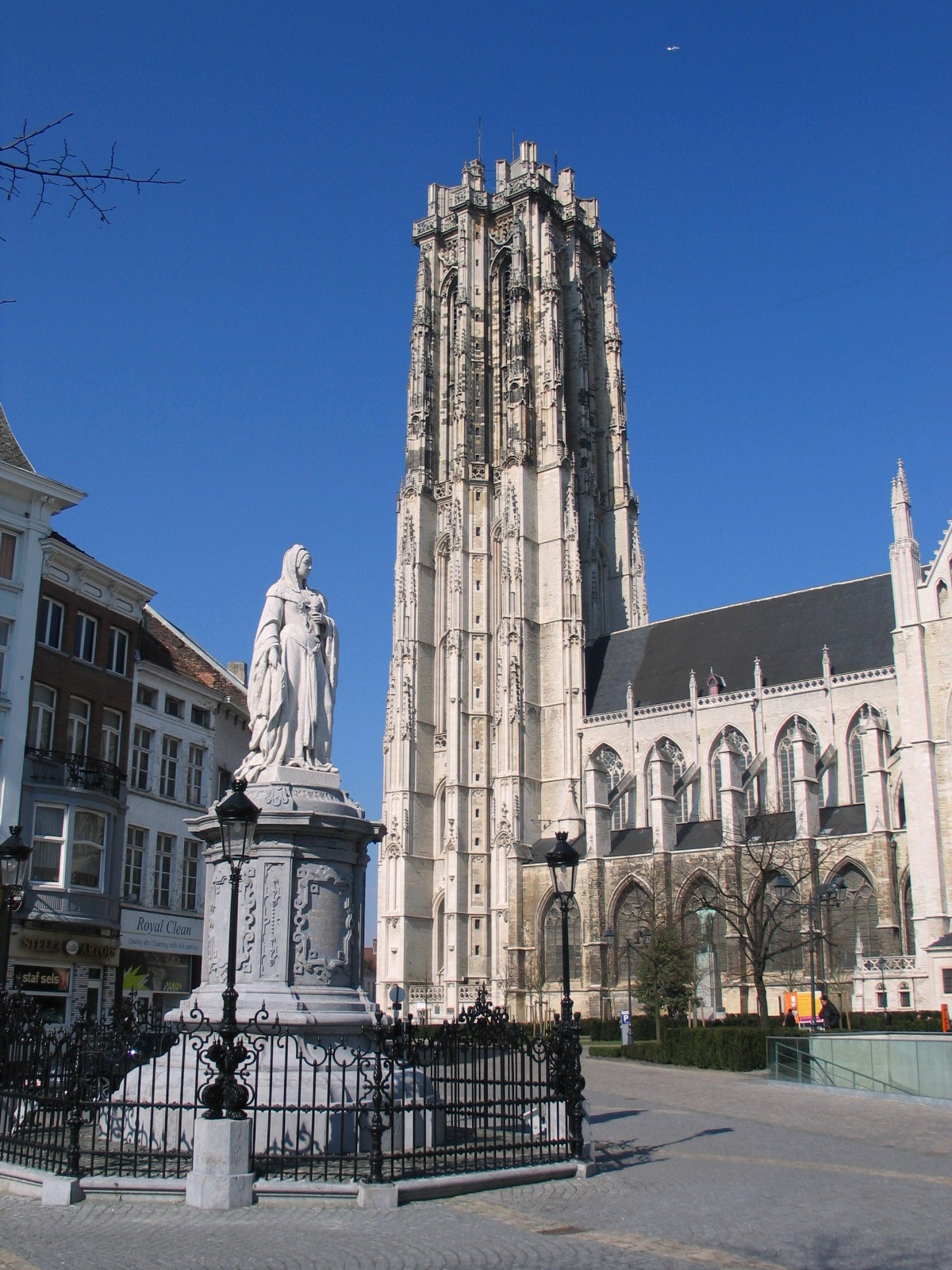
Собор Св. Румольда

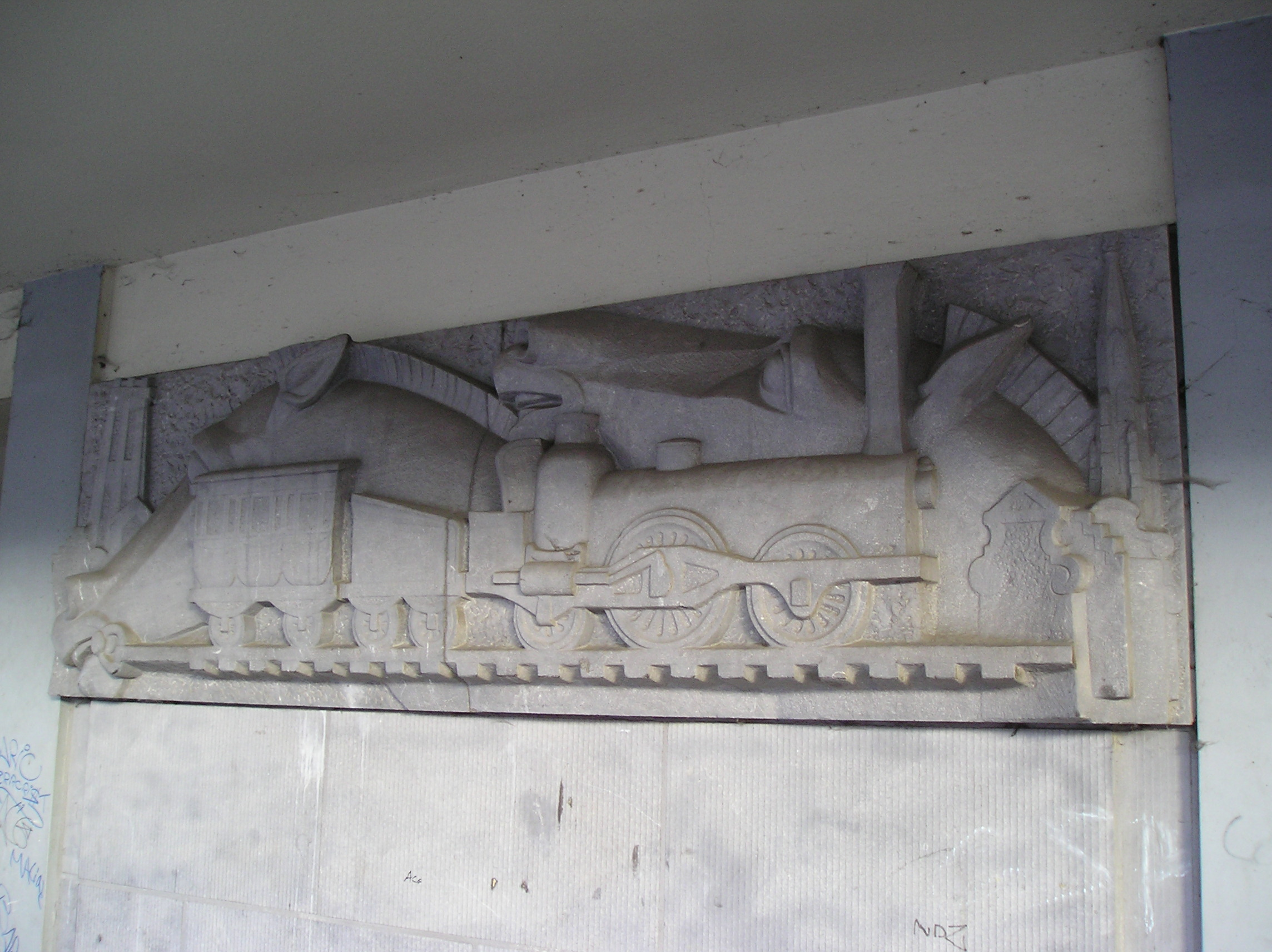
Деталь оформления фасада мехеленского вокзала — напоминание о первом поезде континентальной Европы

Главная достопримечательность города — собор Святого Румольда. Собор прежде всего известен своим карильоном. Вообще, уже к XVII веку Мехелен стал европейским центром колокольного литья и колокольной музыки. Русское выражение «малиновый звон» происходит от французского названия города — Малин (фр. Malines). Первый карильон в России, заказанный во Фландрии Петром I и установленный в Петропавловском соборе Санкт-Петербурга, соответствовал мехеленскому стандарту. В 2003 году Россия и Бельгия совместно выпустили две марки (сцепку), изображающие собор Св. Румольда и Петропавловский собор.
Собор Св. Румольда внесён в список Всемирного наследия ЮНЕСКО. В соборе хранится православная святыня — Икона Божией Матери Богоматерь чудес, присланная Константинопольским патриархом святым Германом римскому папе Григорию II в VIII веке с целью сохранения её от иконоборцев.
Две другие интересные церкви Мехелена — церковь Св. Иоанна и церковь Богоматери за Дилем.
Другие примечательные здания — Брюссельские ворота (XIII век) и городская ратуша.

## Музеи
В Мехелене расположено много музеев. Самые популярные:
- Музей Брюссельских ворот (Stedelijk Museum Brusselpoort)
- Музей игрушек (Speelgoedmuseum[3])
- Два музея часов (Mechels Horlogerie- en klokkenmuseum и Klokkenmuseum Huis Michiels)
- Археологический музей (Archeologisch Museum)
- Пивоварня-музей «Het Anker»
- Еврейский музей депортации и сопротивления (Joods Museum van deportatie en verzet[4]).